# Hoplomeces
Hoplomeces is een kevergeslacht uit de familie van de boktorren (Cerambycidae). De wetenschappelijke naam van het geslacht werd voor het eerst geldig gepubliceerd in 1916 door Aurivillius.

## Soorten
Hoplomeces is monotypisch en omvat slechts de volgende soort:
- Hoplomeces laevicollis Aurivillius, 1916